# Curtis Beach
Curtis Beach (né le 22 juillet 1990 à Albuquerque) est un athlète américain, spécialiste des épreuves combinées. 

## Biographie
Il se classe quatrième des championnats du monde en salle 2016, à Portland, échouant à 8 points de la médaille de bronze.
Il est connu pour ses qualités atypiques de demi-fondeur : 
- 800 m en 1 min 47 s 36 ;
- 1000 m en salle en 2 min 23 s 63 (à l'issue d'un heptathlon) ;
- 1500 m en 3 min 59 s 13 (à l'issue d'un décathlon).

### Palmarès
| Date | Compétition                        | Lieu           | Résultat | Épreuve    | Performance |
| ---- | ---------------------------------- | -------------- | -------- | ---------- | ----------- |
| 2007 | Championnats du monde cadets       | Ostrava        | 4e       | Octathlon  | 6 170 pts   |
| 2009 | Championnats panaméricains juniors | Port-d'Espagne | 1er      | Décathlon  | 7 377 pts   |
| 2016 | Championnats du monde en salle     | Portland       | 4e       | Heptathlon | 6 118 pts   |

### Records
| Épreuve            | Performance | Lieu        | Date         |
| ------------------ | ----------- | ----------- | ------------ |
| Décathlon          | 8 081 pts   | Chula Vista | 23 mai 2015  |
| Heptathlon (salle) | 6 190 pts   | Albuquerque | 15 mars 2014 |